# Día Mundial del Emoji

Emoji

El día mundial del emoji (en inglés: World Emoji Day) es una fiesta no oficial celebrada el 17 de julio. El día se considera una «celebración mundial del emoji» y se celebra anualmente desde 2014 con eventos emoji y lanzamiento de productos. La NBC informó que el día era una tendencia en Twitter el 17 de julio de 2015.

## Orígenes
El Día Mundial del Emoji es «una creación de Jeremy Burge» de acuerdo a CNBC, quien afirmó que «el fundador de Emojipedia lo creó» en 2014. The New York Times informó que Burge creó la celebración el 17 de julio «según la forma en que se muestran los emojis del calendario en iPhones». Para el primer Día Mundial del Emoji, Burge le dijo a The Independent que no hubo planes formales puestos en marcha, aparte de elegir la fecha. The Washington Post sugirió en 2018 que los lectores usen este día para «comunicarse solo con emojis».
Google cambió la apariencia del carácter Unicode U+1F4C5 📅 CALENDAR en 2016 para mostrar el 17 de julio los productos Android, Gmail y Hangouts.

## Anuncios
En el día mundial del emoji de 2015, Pepsi lanzó PepsiMoji que incluía un teclado emoji y botellas y latas de edición especial sobre el Día Mundial del Emoji. Estos fueron lanzados originalmente en Canadá y se expandieron a 100 mercados en 2016.
En 2016, Sony Pictures Animation utilizó el Día Mundial del Emoji para anunciar a T. J. Miller como el primer miembro del elenco de Emoji: la película, Google lanzó «una serie de nuevos emojis que incluyen a mujeres de diversos orígenes»  y la Emojipedia lanzó los primeros World Emoji Awards. Otros anuncios del Día Mundial del Emoji en 2016 vinieron de Disney, General Electric, Twitter, y Coca-Cola.
En 2017, Apple utilizó el Día Mundial del Emoji para anunciar una serie de nuevos emojis en IOS, La Royal Opera House de Londres presentó 20 operas y ballets en forma de emoji, Google anunció el final de su «blob emojis» y los ganadores del World Emoji Awards fueron anunciados desde el piso de negociación de la Bolsa de valores New York y fue transmitido en Cheddar.
Kim Kardashian le dijo a Hollywood Reporter «tres nuevas fragancias de Kimoji» basadas en su línea de productos emoji que fueron lanzadas en el Día Mundial del Emoji de 2018.

## Eventos
Maggie Gyllenhaal, Andrew Rannells y Olivia Palermo asistieron al evento de Pepsi en 2016 sobre el Día Mundial del Emoji. En 2017 Paula Abdul, Maya Rudolph, Liam Aiken, Jeremy Burge y Fern Mallis fueron a la alfombra roja que se extendió en la Saks Fifth Avenue en el Día Mundial del Emoji.
El Empire State Building se iluminó en el color de un «emoji amarillo» por el Día Mundial de Emoji en 2017 y la campana de cierre de la Bolsa de valores de New York fue tocada por Jake T. Austin de Emoji: la película y Jeremy Burge de Emojipedia. Se intentó un Libro Guinnes de Récords en Dubái en el Día Mundial de Emoji en 2017 para la «mayor reunión de personas vestidas de emojis».
El Irish Examiner informó que un nuevo musical del Emojiland se estrenará fuera de Broadway en la ciudad de Nueva York en el Día Mundial del Emoji de 2018 como parte del Festival Musical de Nueva York.

## En las noticias
- En 2016 Twitter notó que la ministra de Asuntos Exteriores australiana, «amante de los emojis», Julie Bishop[37] comparte su cumpleaños con el Día Mundial del Emoji.[38][39][40]

- En 2017, el presidente de la Cámara de EE. UU., Paul Ryan lanzó un video sobre el Día Mundial del Emoji afirmando que «se vuelve loco con los emojis»,[41] tras esto fue ampliamente criticado.[42][43]